# Kali benzoat
Kali benzoat (E212), là một muối kali của axit benzoic, là chất bảo quản thực phẩm ức chế sự phát triển của nấm mốc, nấm men và một số vi khuẩn. Nó hoạt động tốt nhất trong các sản phẩm có độ pH thấp, dưới 4,5, ở đó nó tồn tại như axit benzoic.
Các loại thức ăn chua và nước giải khát như nước trái cây (axit xitric), đồ uống có ga (axit cacbonic), nước ngọt (axit photphoric), và dưa chua (dấm) có thể được bảo quản bằng kali benzoat. Nó được sử dụng hợp pháp ở hầu hết các quốc gia bao gồm Canada, Hoa Kỳ và EU.
Kali benzoat cũng được sử dụng trong pháo hoa.

## Tổng hợp
Một cách rất phổ biến để tổng hợp kali benzoat là bằng cách oxy hóa toluene vào axit benzoic bằng cách trung hòa với kali hydroxide. Một cách khác để tổng hợp kali benzoat trong môi trường phòng thí nghiệm là bằng cách thủy phân metyl benzoat với kali hydroxide.

## Cơ chế bảo quản thực phẩm
Cơ chế bảo quản thực phẩm bắt đầu bằng việc hấp thụ axit benzoic vào trong tế bào. Nếu pH trong tế bào thấp hơn 5, quá trình lên men glucose qua phosphofructokinase giảm 95%.

## An toàn và sức khỏe
Kali benzoat có độc tính cấp ở mức thấp khi tiếp xúc qua đường miệng và da. Ủy ban Thực phẩm, có chiến dịch về thực phẩm an toàn và có lợi hơn ở Anh, mô tả kali benzoat là "gây kích ứng nhẹ cho da, mắt và niêm mạc".
Mèo có khả năng chịu đựng axit benzoic và muối của nó thấp hơn chuột nhắt và chuột cống khá nhiều.
Trong một số trường hợp, ví dụ như khi có axit ascorbic, muối benzoat có thể sinh ra benzen trong nước giải khát. Cơ quan Quản lý Thực phẩm và Dược phẩm Hoa Kỳ cho biết mức độ nguy hiểm của benzen không gây ra mối quan ngại về an toàn cho người tiêu dùng.